# Buddleja grandiflora
Buddleja grandiflora är en flenörtsväxtart som beskrevs av Adelbert von Chamisso och Schltdl.. Buddleja grandiflora ingår i släktet buddlejor, och familjen flenörtsväxter. Inga underarter finns listade i Catalogue of Life.